# Kompania graniczna KOP „Stasiewszczyzna”

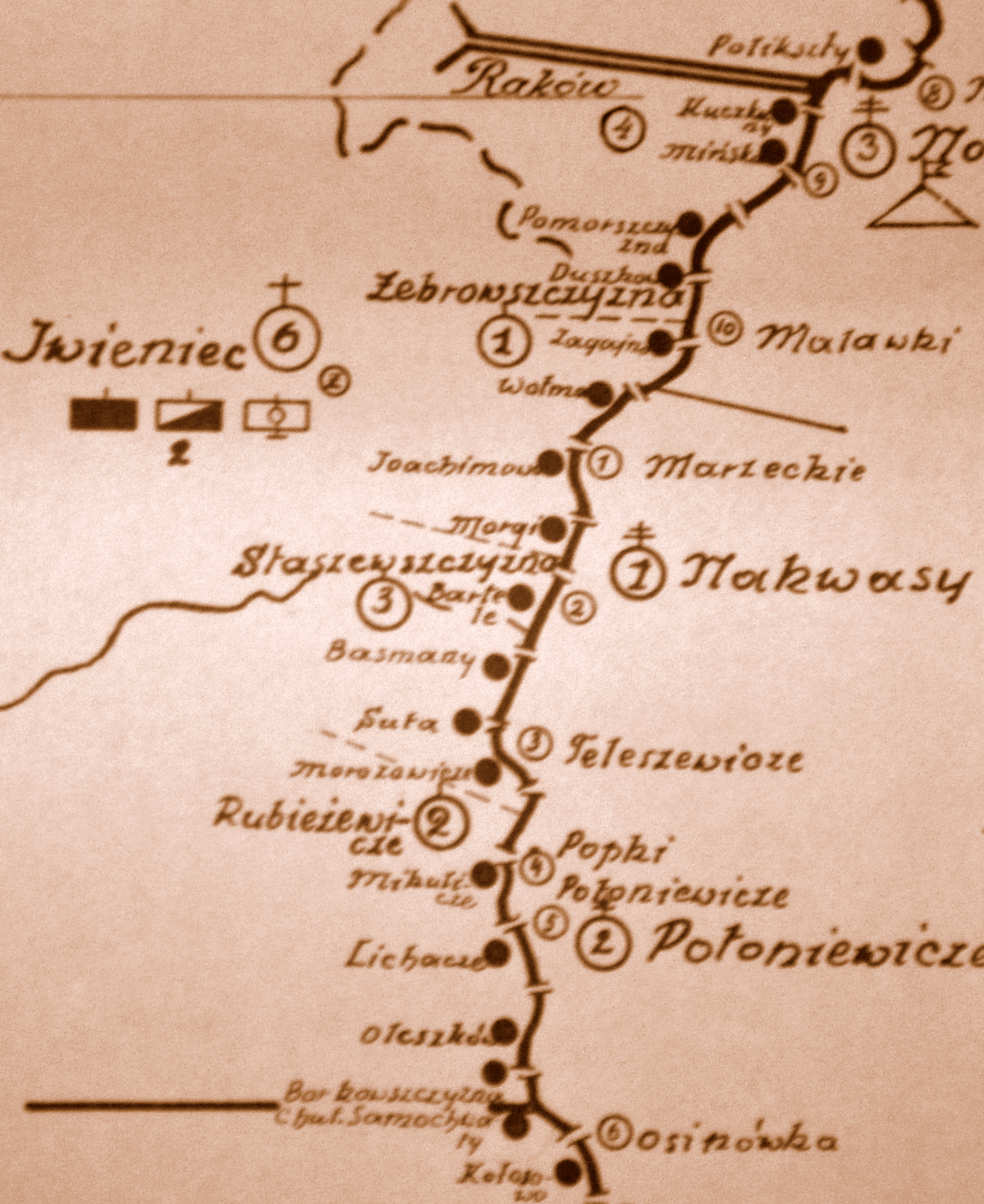
Rozmieszczenie batalionu KOP „Iwieniec” w 1931

Kompania graniczna KOP „Stasiewszczyzna” – pododdział graniczny Korpusu Ochrony Pogranicza pełniący służbę ochronną na granicy polsko-radzieckiej.

## Formowanie i zmiany organizacyjne
Na podstawie rozkazu szefa Sztabu Generalnego L. dz. 12044/O.de B./24 z 27 września 1924, w pierwszym etapie organizacji Korpusu Ochrony Pogranicza sformowano 6 batalion graniczny , a w jego składzie 3 kompanię graniczną KOP.
W 1930 kompanii nadano imię gen. Kazimierza Sosnkowskiego.
Z dniem 1 grudnia 1934 zlikwidowano strażnicę „Suła” pozostawiając strażnice „Bardzie”, „Bosmany” i „Morozowicze”.
W listopadzie 1936 kompania liczyła 2 oficerów, 6 podoficerów, 4 nadterminowych i 66 żołnierzy służby zasadniczej.
Przed 1937 rokiem (wg Szubańskiego) jako 4 kompania Szarzywszczyzna 6 batalionu KOP „Iwieniec”.
W wyniku realizacji drugiej fazy reorganizacji KOP, latem 1937 przesunięto 3 kompanię graniczną „Stasiewszczyzna” z batalionu „Iwieniec” do batalionu KOP „Stołpce” jako jego 5 kompanię graniczną.
W 1939 5 kompania graniczna KOP „Stasiewszczyzna” podlegała dowódcy batalionu KOP „Stołpce”.

## Służba graniczna
Podstawową jednostką taktyczną Korpusu Ochrony Pogranicza przeznaczoną do pełnienia służby ochronnej był batalion graniczny. Odcinek batalionu dzielił się na pododcinki kompanii, a te z kolei na pododcinki strażnic, które były „zasadniczymi jednostkami pełniącymi służbę ochronną”, w sile półplutonu. Służba ochronna pełniona była systemem zmiennym, polegającym na stałym patrolowaniu strefy nadgranicznej i tyłowej, wystawianiu posterunków alarmowych, obserwacyjnych i kontrolnych stałych, patrolowaniu i organizowaniu zasadzek w miejscach rozpoznanych jako niebezpieczne, kontrolowaniu dokumentów i zatrzymywaniu osób podejrzanych, a także utrzymywaniu ścisłej łączności między oddziałami i władzami administracyjnymi. Miejscowość, w którym stacjonowała kompania graniczna, posiadała status garnizonu Korpusu Ochrony Pogranicza.
3 kompania graniczna „Stasiewszczyzna” w 1934 ochraniała odcinek granicy państwowej szerokości 13 kilometrów 277 metrów. Po stronie sowieckiej granicę ochraniały zastawy „Makwasy” i „Teleszewicze” z komendantury „Makwasy” .
Kompanie sąsiednie:
- 1 kompania graniczna KOP „Żebrowszczyzna” ⇔ 2 kompania graniczna KOP „Rubieżewicze” – 1928[14], 1929[15], 1931[13] , 1932[16], 1934[17], 1938[18]

## Struktura organizacyjna
Strażnice kompanii w latach 1928–1932 
- strażnica KOP „Bardzie”
- strażnica KOP „Basmany”[d]
- strażnica KOP „Suła”[e][f]
- strażnica KOP „Morozowicze”[g]

Strażnice kompanii w 1934
- strażnica KOP „Bardzie”
- strażnica KOP „Basmany”
- strażnica KOP „Suła”
- strażnica KOP „Morozowicze”

Strażnica „Suła” zlikwidowana została w 1935. Jej odcinek rozdysponowany został pomiędzy sąsiednie strażnice
Strażnice kompanii w 1938
- strażnica KOP „Bardzie”
- strażnica KOP „Basmany”
- strażnica KOP „Morozowicze”

Organizacja kompanii 17 września 1939:
- dowództwo kompanii
- 1 strażnica KOP „Bardzie”[i]
- 2 strażnica KOP „Basmany”
- 3 strażnica KOP „Morozowicze”

## Dowódcy kompanii
- kpt. piech. Wincenty Zarembski (był IV 1927 dowódcą 3 kg[23]  - 31 X 1927 → 62 pp[24])
- kpt. Józef Szul (− 20 I 1929)[25]
- kpt. Tadeusz Gubowski (był IV 1929 − 9 V 1933 → przeniesiony do 38 pp)[25]
- kpt. Józef Kojder (19 VI 1933 −)[25]  → dowódca 2 kompanii granicznej
- kpt. Stanisław Maciej Ziemba (był VIII 1935 - )
- kpt. Piotr Tymkiewicz (był IX 1935 - V 1937)[23]
- kpt. Stanisław Kieroń (V 1937 - )[23]
- kpt. Jerzy Gędzierski[j] (- 1939)